# Ernst Rychnovsky
Ernst Rychnovsky (* 25. Juni 1879 in Janowitz an der Angel/Böhmen; † 25. April 1934 in Prag) war ein österreichisch-böhmischer Musikwissenschaftler und Journalist.

## Leben
Rychnovsky war der Sohn des Rabbiners Rudolf Rychnovsky (* um 1851, † 19. Oktober 1907 in Podersam). Er studierte Jura an der Deutschen Universität in Prag und wurde 1903 zum Dr. jur. promoviert. Danach arbeitete er in einer Advokaturskanzlei und studierte daneben Musikwissenschaft bei Heinrich Rietsch und Germanistik bei August Sauer. 1905 folgten weitere Musikstudien bei Wilhelm Tappert in Berlin.
Auf Veranlassung von Richard Batka wurde er Mitarbeiter der Zeitung Bohemia und dessen Nachfolger im Musikreferat. Von 1911 bis zu seinem Tod wirkte er beim Prager Tagblatt, zunächst als Musikkritiker, dann als Leiter des Musikreferates. Darüber hinaus verfasste er mehrere Musikbücher, engagierte sich in Fachorganisationen und gehörte zur Führung der Deutschen Demokratischen Freiheitspartei.
Zu seinen wichtigsten Werken zählen die Biographie Smetanas und die Biographie von Tomáš Garrigue Masaryk, dem ersten Präsidenten der Tschechoslowakischen Republik.

## Familie
Rychnovsky war mit Käte Rychnovsky geb. Ornstein (* 12. November 1902 in Iglau, † 4. Oktober 1964 in Prag) verheiratet, mit der er zwei Töchter hatte, Ruth (1923–1944) und Hanna (* ca. 1926).

## Werke

### Bücher
- Beschreibendes Verzeichnis der Autographen-Sammlung Fritz Donebauer in Prag, Prag 1900
- Johann Friedrich Kittl. Ein Beitrag zur Musikgeschichte Prags, 2 Bände, Prag 1904
  - Band 1 (Digitalisat)
  - Band 2 (Digitalisat)
- Leo Blech. Ein deutscher Tonkünstler. Eine biographisch-ästhetische Studie, Prag: Dürerblatt 1905
- Joseph Haydn, Prag 1909
- Robert Schumann. Zur hundertsten Wiederkehr seines Geburtstages, Prag: Verlag des deutschen Vereins zur Verbreitung gemeinnütziger Kenntnisse in Prag, 1910
- Fünfzig Jahre Deutscher Männergesangverein in Prag, Prag 1911
- Der deutsche Turnverein in Prag. 1862–1912, Prag 1912
- Smetana, Stuttgart 1924
- Prag als Musikstadt, 1925
- Vom Kunstwerk Richard Wagners, 1927
- Masaryk, Prag 1930
- Masaryk und das Judentum, Prag 1931

### Aufsätze (Auswahl)
- Ludwig Spohr und Friedrich Rochlitz. Ihre Beziehungen nach ungedruckten Briefen, in: Sammelbände der Internationalen Musikgesellschaft, Band 5, Leipzig 1904, S. 253–313 (Digitalisat)
- Robert Schumann und Hauptmann Ferdinand Ignaz von Fricken, in: Deutsche Arbeit. Monatschrift für das geistige Leben der Deutschen in Böhmen, Jg. 9, Nr. 9 vom Juni 1910, S. 548–552